# منطقه حیات وحش گرین باتم
منطقه حیات وحش گرین باتم (به انگلیسی: Green Bottom Wildlife Management Area) یک منطقهٔ مسکونی در ایالات متحده آمریکا است که در ویرجینیای غربی واقع شده‌است.
منطقه حیات وحش گرین باتم، مکانی محبوب برای تماشای حیات وحش است. سالانه بیش از 100 گونه پرنده به طور منظم در حاشیه رودخانه دیده می شودعلاوه بر آن بیش از سی گونه پستاندار و دوازده گونه دوزیست و پنج گونه خزنده برای مشاهده در این مکان در دسترس هستند.